# Плешкова, Ольга Павловна
Ольга Павловна Плешкова (род. 9 мая 1956, Свеча, СССР) — советская конькобежка, участница зимних Олимпийских игр 1980 и 1984 года, бронзовый призёр чемпионата Европы, 2-кратная чемпионка СССР и 3-кратная призёр чемпионата СССР. Выступала за ДСО "Спартак" Ярославль.

## Биография
Ольга Плешкова родилась в посёлке Свеча, но когда ей исполнилось два года, родители переехали жить в Ярославль. В школе она начала заниматься плаванием, но высоких мест в соревнованиях не занимала. Её соседка была мастером спорта в скоростном беге на коньках и предложила ей заняться этим видом спорта. Ольга стала тренироваться у Валерия Ивановича Русанова в ДЮСШ №3 в 1968 году и уже в 1971 году на впервые проводимых всероссийских соревнованиях юных скороходов "Серебряные коньки" одержала уверенную победу.
На следующий год она заняла 3-е место в своей возрастной категории на первенстве страны, но затем результаты заморозились. В 1975 году стала участвовать на чемпионате СССР среди юниоров, а в 1977 году на взрослом уровне. Вновь Плешкова заставила о себе заговорить в 1978 году, когда уверенно выступила на зональных соревнованиях IV зимней Спартакиады народов СССР. Ольга опередила всех на 3000 м с высоким временем — 4.51,20 сек. В декабре 1979 года выиграла забег 1500 м на чемпионате СССР и попала в состав сборной.
В 1980 году впервые участвовала на XIII зимних Олимпийских играх в Лейк-Плэсиде и заняла 9-е место в забеге на 3000 м. Следом стала серебряным призёром на чемпионате СССР в абсолютном зачёте и через год повторила результат. В январе 1981 году Ольга дебютировала на чемпионате Европы в Херенвене и заняла 9-е место в многоборье. Через месяц на чемпионате мира в классическом многоборье стала 6-й.
В 1982 году выступила слабо и на чемпионате мира в классическом многоборье заняла только 23-е место. В 1984 году Плешкова выиграла чемпионат страны в многоборье, завоевала бронзовую медаль в многоборье на чемпионате Европы в Алма-Ате, заняла 6-е место в многоборье на чемпионате мира в Девентере. 27-летняя спортсменка отправилась на XIV зимние Олимпийские игры в Сараево, где заняла 4-е место на дистанции 3000 м, уступив первые три места немкам. 
В 1985 году Плешкова второй год подряд стала чемпионкой СССР в абсолютном зачёте, а на чемпионате Европы в Гронингене и на чемпионате мира в Сараево заняла 5-е места в многоборье. Также и в 1986 году заняла 5-е место на чемпионате Европы в общем зачёте многоборья и стала серебряным призёром чемпионата СССР в многоборье. Следующие два сезона её результаты пошли резко на спад и в 1988 году она завершила карьеру спортсменки.

## Личная жизнь и семья
Ольга Плешкова окончила Ярославский государственный университет на экономическом факультете. Работала инструктором-методистом в ГБУ ДО СШОР "Москвич".